# Жолобецький Олександр Олександрович
Олександр Олександрович Жолобецький (нар. 24 квітня 1966, м. Миколаїв) — український політик, народний депутат України VIII скликання. Депутат Миколаївської міської ради 4, 5 та 6 скликання.

## Життєпис
Народився у 1966 році в сім'ї суднобудівників в м. Миколаєві. Його батько 35 років пропрацював на Чорноморському суднобудівному заводі, мама з робітничої сім'ї. У 1973 — 1980 роках навчався у середній школі № 36 м. Миколаєва. З 1980 по 1983 роки у середній школі № 52 м. Миколаєва. У 1983 році вступив до Мурманського вищого  інженерного морського училища, яке закінчив у 1988 році, отримав диплом інженера–електромеханіка.
З 1988 по 1991 роки працював судновим електромеханіком на суднах далекого плавання ВО «Дальморепродукт» у м. Владивосток (Росія). У 1991 році, після повернення в рідне місто, займається підприємницькою діяльністю (побудував першу приватну АЗС в місті, займався торгівлею тощо).
Навчався з 2005 по 2007 роки у Одеському регіональному інституті державного управління Національної академії державного управління при Президентові України, диплом магістра державного управління.
У 2009 — 2010 роках працював радником з питань зовнішньоекономічної діяльності президента Регіональної торгово-промислової палати Миколаївської області.
З 2011 року знову займається приватнопідприємницькою діяльністю, меценат і благодійник.
Почесний президент фонду «Святий Антоній».

## Політична діяльність
У 2002—2004 рр. очолював Миколаївську міську організацію Партії промисловців і підприємців України, вийшов в знак протесту проти фальсифікацій під час виборів Президента Був обраний депутатом IV скликання Миколаївської міської ради по одномандатному виборчому округу № 7 у 2002 році.
У 2006 році був обраний депутатом V скликання Миколаївської міської ради по багатомандатному виборчому округу від «Партії зелених України». У лютому 2009 р увійшов до депутатської групи «Фронту змін» в Миколаївській міськраді.
У 2009 році ініціював створення міської ГО «Поза політикою».
Був обраний депутатом VI скликання Миколаївської міської ради по одномандатному виборчому округу № 18 у 2010 році. Очолював також партійний список «Фронту змін» на цих виборах.
У 2012 році балотувався на виборах до Верховної Ради України по мажоритарному виборчому округу № 129 (посів друге місце з 28,03 %)
Брав участь у виборах міського голови Миколаєва, а також до Верховної Ради України по тому ж самому округу в 2014 році. Набрав 39,63 % або 22 тис. 536 голосів виборців
З листопада 2013 року — активний учасник подій на Майдані в Києві та у Миколаєві
Відстоює збереження і відновлення найстарішого в Україні суднобудівного заводу ДП «Суднобудівний завод імені 61 Комунара».
Виступав проти призначення прокурором Миколаївської області Романа Забарчука, який працював в «команді» Генпрокурора Пшонки.

## Парламентська діяльність
На дострокових парламентських виборах 2014 року балотувався від партії «Блок Петра Порошенка» (одномандатний округ № 129, Миколаївська область). Переміг з результатом 39.63 % у чинного нардепа Жука (який набрав 21.62 %). З 27 листопада 2014 року народний депутат 8-го скликання. Член депутатської фракції «Блок Петра Порошенка». Голова підкомітету з питань страхової діяльності Комітету Верховної Ради України з питань фінансової політики і банківської діяльності.
За час роботи у Верховній Раді України став автором і співавтором 37 законопроєктів (грудень 2014 — квітень 2016 рр).
Серед найбільш резонансних і значущих, як для Миколаївської області, так і для України в цілому «Проєкт Закону про внесення змін до Бюджетного кодексу України щодо фінансування реконструкції, поточного ремонту автомобільних доріг загального користування державного значення по всій території України»
В рамках своєї депутатської діяльності відомий, як ініціатор повернення в міську власність земель парку «Перемога», Варварівського стадіону, міської набережної, скасування продажу портової землі в Миколаєві підприємству «Ніка-Тера».
20 вересня 2016 року не голосував за проєкт постанови про «Заяву Верховної Ради України з приводу невизнання Україною легітимності виборів до Державної Думи Федеральних Зборів Російської Федерації сьомого скликання».

## Нагороди
- У 2005 р. був нагороджений грамотою Міністерства праці та соціальної політики України «за вагомий особистий внесок волонтерського руху України та багаторічну самовіддану працю»[джерело?].

## Особисте життя
Одружений з 1991 року. Дружина: Жолобецька Олена Миколаївна. Виховує двох синів: Бориса та Олександра.